# Pierre Louvot
Pour les articles homonymes, voir Louvot.
 (janvier 2021).
Si vous disposez d'ouvrages ou d'articles de référence ou si vous connaissez des sites web de qualité traitant du thème abordé ici, merci de compléter l'article en donnant les références utiles à sa vérifiabilité et en les liant à la section « Notes et références ».
Pierre Louvot, né le 29 juin 1922 à Dampierre-sur-Salon (Haute-Saône) et mort le 27 janvier 2002 à Gray (Haute-Saône), est un homme politique français.
Élu sénateur le 25 septembre 1977, il sera réélu en 1986 jusqu'au terme de son mandat en 1995. Il faisait partie du groupe RI.